# Eurocity Bank
Die Eurocity Bank ist eine deutsche Bank in der Rechtsform einer Aktiengesellschaft. Ihr Hauptsitz befindet sich in Frankfurt am Main, sie befindet sich im Eigentum österreichischer Aktionäre und der Euro Yatırım Holding A.Ş, Istanbul. Im Dezember 2022 entzog die europäische Bankenaufsicht der Eurocity Bank die Lizenz.

## Geschichte

Logo bis Juli 2012

Historisches Logo

Das Unternehmen wurde 1987 als Gries & Heissel Bankiers KG von Thomas Gries und Wolfgang Heissel in Berlin in der Rechtsform einer Kommanditgesellschaft gegründet. 1989 wurde in Frankfurt am Main ein weiterer Standort eröffnet. Ein Jahr später erhielten die Vorstände und Gründer die Auszeichnung „Beste Unternehmer des Jahres“. Seit Ende 1999 war Gries & Heissel eine Tochter des Wiesbadener Finanzdienstleisters Delta Lloyd Deutschland AG, der wiederum hundertprozentige Tochter der Delta Lloyd Groep, Amsterdam, und damit Teil der international tätigen Aviva-Gruppe ist. Im Jahr 2000 wurde der Frankfurter Standort nach Wiesbaden verlegt, dem Hauptsitz der Bank bis Mitte 2012. Weitere frühere Niederlassungen in Düsseldorf und Hamburg wurden im Rahmen einer Restrukturierung wieder geschlossen.
Im Jahr 2011 wurde bekanntgegeben, dass auf Grund eines Kooperationsvertrages mit der Sydbank das Geschäft mit vermögenden Privatkunden durch Gries & Heissel (mit Wirkung zum 1. Januar 2012) eingestellt werde und Kunden dieses mit der Sydbank fortsetzen können. Im April 2012 wurde bekanntgegeben, dass die Bank mehrheitlich von der Euro Yatirim Menkul Degerler A.S., Istanbul, erworben wurde und die BaFin dem nach Abschluss des Inhaberkontrollverfahrens nicht widersprochen habe.
Ende Juli 2012 erfolgte die Umfirmierung in Eurocity Bank AG. Mitte August 2012 wurde schließlich der Sitz des Unternehmens von Wiesbaden nach Frankfurt am Main verlegt.
Im Jahr 2016 hat die Euro Yatirim Holding A.S. durch Veräußerung von Stimmaktien die Kapital- sowie Stimmrechtsmehrheit der Eurocity Bank AG an die österreichischen Aktionäre abgetreten.
Im April 2022 wurde der gesamte Vorstand der  Bank ausgewechselt. Zuvor war auch der gesamte Aufsichtsrat um den Vorsitzenden Mustafa Sahin neu besetzt worden.

## Geschäftsfelder
Die ehemalige Gries & Heissel Bankiers AG bot Private-Banking-Dienstleistungen mit dem Schwerpunkt Vermögensverwaltung an. Per 31. Dezember 2008 verwaltete die Bank Assets im Wert von 252 Millionen Euro. Zum 1. Januar 2012 wurden die Aktivitäten im Private Banking eingestellt bzw. an den Kooperationspartner Sydbank A/S abgetreten.
Die Bank führt ihre Geschäftstätigkeiten im Rahmen ihrer Volllizenz aus und hat sich Ende 2017 auf Firmen- und Geschäftskunden ausgerichtet. Diese Neuausrichtung wurde mit der Eröffnung einer Filiale in der Frankfurter Innenstadt unterstrichen. Ferner spricht die Bank auch selektiv Privatkunden an.
Die Bank ist Mitglied in der gesetzlichen Entschädigungseinrichtung deutscher Banken GmbH. Die Bank ist nicht Mitglied im Bundesverband deutscher Banken und dessen Einlagensicherungsfonds.
Das modifizierte verfügbare Eigenkapital zum 31. Dezember 2011 betrug 3.673 TEuro, weitere Mittel wurden seitdem durch den Erwerber zugeführt.
Das gezeichnete Eigenkapital zum 31. Dezember 2018 betrug 26 Mio. Euro.

## Technik
Die Eurocity Bank AG ist dem genossenschaftlichen Rechenzentrum der Fiducia & GAD IT in Karlsruhe angeschlossen und nutzt als Kernbankensystem deren Software agree21.